# 音强
音强（英語：或），亦称“声强”或“声强度”，指单位面积上的声音功率，是语音的四要素之一。音强反映的是声音的客观物理强弱，和主观的响度相对应。
从物理上说，音强决定于发音体振动的振幅。振幅越大，音强越强。从生理上说，音强取决于发音时声门下压力的大小。发音时发音器官的肌肉活动增强（用力大），呼出的气流量大，则气流对发音器官的压力大，则发音体振幅大，于是音强就强；反之，音强就弱。
讨论语音的声学性质时音强的因素不可或缺，在探讨某些发声情况（如探讨朝鲜语中的紧辅音和鬆辅音的区别）的声学性质时，音强可以起辨别作用。元音音色的不同实际上就是不同频率段上的音强的大小不同。
但在语言学中，音强的作用十分有限。声音的响度是音强、音高、音长、音色的综合表现，而音强往往不起主导作用。

## 相关书目
- 语言学名词审定委员会. . 北京: 商务印书馆. 2011. ISBN 9787100068710.
- 朱晓农. . 北京: 商务印书馆. 2010. ISBN 9787100066815.
- 叶蜚声、徐通锵著 王洪君、李娟修订. . 北京: 北京大学出版社. 2010. ISBN 9787301163108.
- 赵忠德. . 上海: 上海外语教育出版社. 2006. ISBN 7810958763.
- 岑运强等编. . 北京: 北京师范大学出版社. 2005. ISBN 9787303034635.
- 林焘、王理嘉. . 北京: 北京大学出版社. 1992. ISBN 9787301018446.

## 外部連結
- How Many Decibels Is Twice as Loud? Sound Level Change and the Respective Factor of Sound Pressure or Sound Intensity （页面存档备份，存于）
- Acoustic Intensity （页面存档备份，存于）
- Conversion: Sound Intensity Level to Sound Intensity and Vice Versa （页面存档备份，存于）
- Ohm's Law as Acoustic Equivalent. Calculations （页面存档备份，存于）
- Relationships of Acoustic Quantities Associated with a Plane Progressive Acoustic Sound Wave （页面存档备份，存于）
- Table of Sound Levels. Corresponding Sound Intensity and Sound Pressure （页面存档备份，存于）
- What Is Sound Intensity Measurement and Analysis? （页面存档备份，存于）